# Косоротов, Василий Емельянович
Василий Емельянович Косоротов (24 июля [5 августа] 1871, Белорецкий завод, Оренбургская губерния — 1 декабря 1957, Москва) — участник революционного движения в России, большевик-депутат III Государственной думы; награждён орденом Ленина (1954).

## Биография

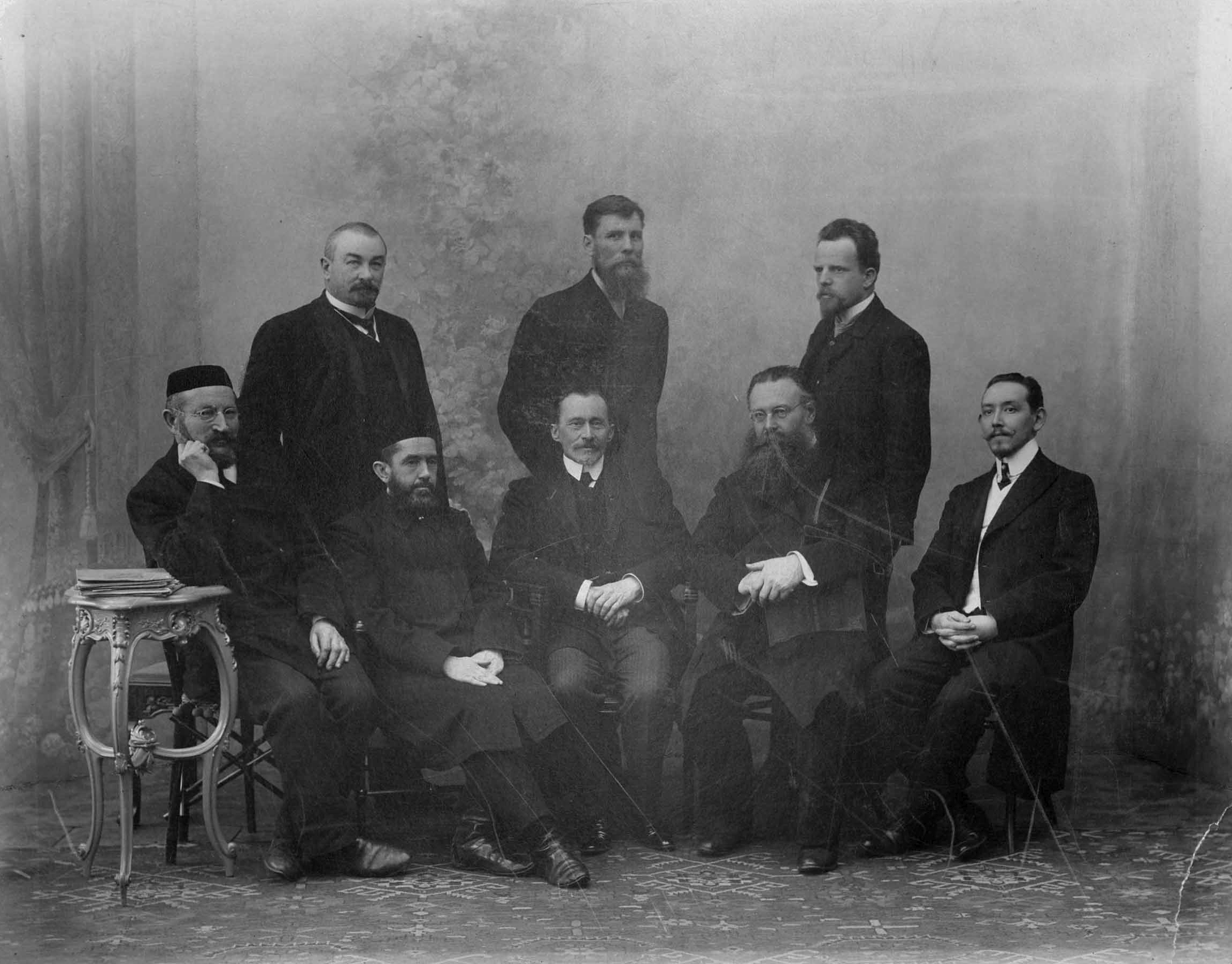
Депутаты III Государственной думы от Уфимской губернии. Стоят: А. П. Толстой, В. Е. Косоротов, Ю. Ю. Блюменталь; сидят: Ш. З. Махмудов, М. М. Тукаев, К. Б. Тевкелев, Г. В. Гутоп, А. Ш. Сыртланов

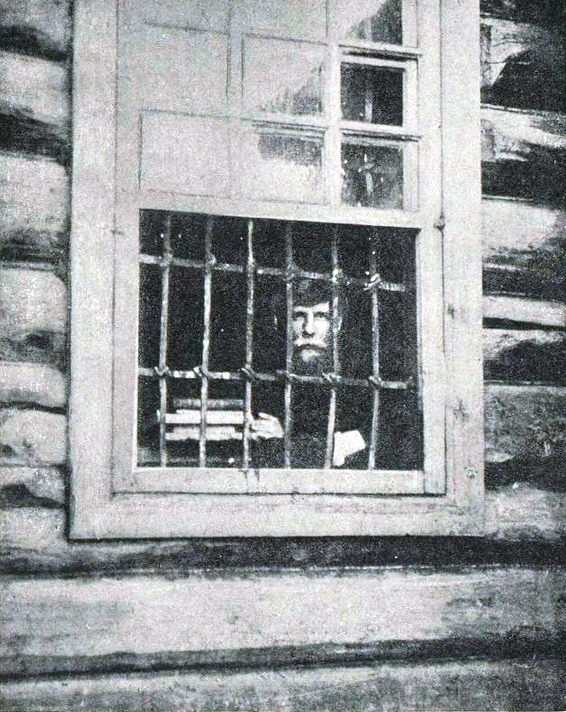
Василий Косоротов в тюрьме

Родился 24 июля (5 августа) 1871 года в посёлке Белорецкий завод Верхнеуральского уезда Оренбургской губернии (ныне город Белорецк Республики Башкортостан) в рабочей семье.
После окончания народной школы тоже стал рабочим и в 1883—1888 годах работал на Белорецком заводе. В 1903—1905 годах был в ссылке в Тургайской области, по возвращении из которой поселился в Уфимской губернии, работал столяром на мукомольной мельнице. Член РСДРП с 1906 года. Был участником революции 1905—1907 годов на Урале, подвергался арестам и ссылкам за революционную деятельность. Был депутатом III Государственной думы Российской империи от Уфимской губернии — член социал‑демократической фракции. В апреле 1909 года исключён из Думы за антиправительственное выступление перед рабочими Юрюзанского завода.
С 1910 года Василий Косоротов находился на большевистской партийной работе в Уфе, Самаре, Астрахани. После Октябрьской революции, с 1917 года, был на советской и хозяйственной работе в Самаре: с 1918 года — председатель Самарского губернского совета народного хозяйства, заместитель председателя исполкома Самарского губернского совета рабочих, крестьянских и красноармейских депутатов.
С 1922 года Косоротов работал в Москве — сначала в Наркомате внешней торговли, с 1924 года — уполномоченный Союза ссельскохозяйственной кооперации в прибалтийских и скандинавских странах. В 1930 году был заместителем председателя Всесоюзного объединения «Интурист», затем снова работал во Наркомвнешторге.
С 1932 года являлся персональным пенсионером. Жил в Москве, где умер 1 декабря 1957 года. Похоронен на Новодевичьем кладбище (5 участок, 13 ряд).

## Память
- В Белорецке именем Косоротова названа улица (бывшая Неудачинская); на доме, где он жил в 1895—1910 годах, установлена мемориальная доска.